# ¿Por qué los varones ganan más?
Por qué los varones ganan más (Why Men Earn More:The Startling Truth Behind The Pay Gap--And What Women Can Do About It) es el sexto libro del politólogo estadounidense Warren Farrell, publicado en 2005. Su tesis central es que las diferencias salariales entre varones y mujeres tienen fuerte relación con el tipo de trabajo que escogen por tendencia (entre otras razones) y no necesariamente con la discriminación por género.

## Estructura

### Introducción
El libro comienza con un prólogo de Karen DeCrow (quien presidió la National Organization for Women entre 1974 y 1977) y una introducción de Farrell. 
Un concepto central expresado en la introducción a este libro -presente en toda su obra- es la definición de "poder" como "control sobre la propia vida". Cuestiona la noción generalizada de que el hombre gana más dinero y por lo tanto tiene más poder:

El sueldo no es el poder. El sueldo es resignar poder para conseguir el poder de un sueldo. Algunas veces es resignar algo que nos gustaría, para ganar el poder de enviar a nuestra hija a un mejor doctor

### Parte uno: 25 formas de incrementar tu pago
El autor enumera 25 razones por las que los varones reciben, en conjunto, mayor paga que las mujeres.
Dentro de los trabajos que requieren menor formación, aquellos que exponen al trabajador a mayores riesgos suelen ser los mejor remunerados. Y son ejercidos principalmente por varones. Ejemplifica comparando la cantidad de varones que trabajan como recolectores de basura (el 93% son hombres), leñadores (98%), bomberos (97%), techistas (99%), obreros de la Construcción (97%) contra mujeres recepcionistas, cajeras, meseras, etc. Así, los 20 peores trabajos en Estados Unidos son realizados en un 92% por varones.
Dentro de los trabajos que requieren mayor formación, el autor enumera y desarrollada diferencias: las mujeres tienden a evitar los trabajos de mayor riesgo, que impliquen relocalizarse (especialmente a lugares no deseados) o que estén más lejos de su domicilio; a ausentarse más de su trabajo; a estudiar carreras del área de Arte o Ciencias sociales antes que Tecnología o Ciencias Exactas, entre otras.